# WinRAR
WinRAR je komerční kompresní program, vyvíjený Jevgenijem a Alexandrem Rošalovými od roku 1995. Jeho nativním formátem je RAR.
WinRAR – aplikace s grafickým uživatelským rozhraním – je určen pouze pro operační systém MS Windows, zatímco RAR (bez zkratky „Win“ v názvu) je k dispozici též pro macOS, GNU/Linux, FreeBSD a Android; s výjimkou verze pro Android jde o konzolovou aplikaci určenou pro příkazový řádek (CLI).
WinRAR a RAR existují jak ve formě placené, tak i 40denní zkušební (trial [ˈtraiəl]) verze; používání po uplynutí zkušební doby je v rozporu s licencí.
Jde o jedinou známou aplikaci, která umožňuje vytvářet RAR soubory. Formát RAR je totiž proprietární – jeho vytváření není dovoleno volně implementovat. Touto vlastností se RAR liší od otevřených formátů, jakými jsou například zip, tar a gzip.
Spolu s komerčním WinZipem a bezplatným 7-Zipem patří mezi nejrozšířenější komprimační programy pro platformu Microsoft Windows.

## Vlastnosti
- Podpora archivních formátů rar, zip/ZIPX, cab, arj, lz, lzh, tar, gzip, bzip2, uue, jar, iso, Z, xz a 7z; podpora archivů ACE byla z bezpečnostních důvodů odstraněna (ve verzi 5.70).
- Schopnost vytvářet samorozbalovací i dělené archivy.
- Podpora vlastností NTFS a názvů souborů v Unicode.
- Podpora šifrování – pomocí AES se 128bitovým klíčem.

WinRAR existuje i v přenosné verzi (WinRAR Unplugged [anˈplagd]) – typicky pro spouštění z USB flash disku.

## Bezpečnostní chyba
V únoru 2019 byla objevena závažná zranitelnost a to ve všech verzích WinRARu až po v5.61. Konkrétně je chybou zatížena knihovna UNACEV2.dll, zodpovědná za dekompresi .ACE archivů. Dle expertů lze zranitelnost zneužít například k infikování malwarem via adresář Windows Startup. Z něj dojde ke spuštění malwaru po restartu počítače. Výrobce bryskně zareagoval vypuštěním WinRARu 5.70: Ten má kompletně odstraněnou podporu formátu ACE a touto zranitelností tudíž netrpí.